# Negativ-Verfahren

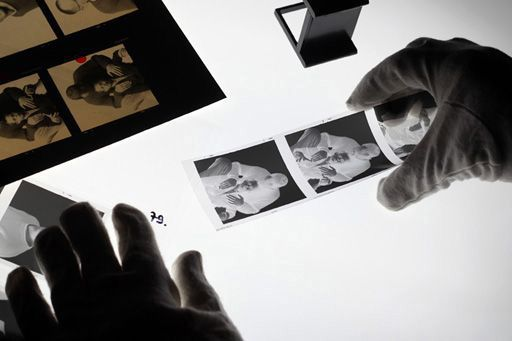
Schwarz-Weiß-Negative zusammen mit einem Kontakbogen, der die Negativstreifen in Positivform abbildet

Als fotografische Verfahren wird die Gesamtheit aller Techniken in der Fotografie bezeichnet, die der Erzeugung eines negativen fotografischen Bildes dienen. Bei den Negativ-Verfahren verändert sich das Material umgekehrt dem Helligkeitsgrad und der Farbe des Lichtes: Dunkles wird hell, Helles wird dunkel. Um ein für den Menschen originalgetreues Bild zu erhalten, muss der Prozess dann noch einmal umgekehrt werden (Negativ-Positiv-Verfahren).

## Wichtige Negativ-Verfahren
Zu den wichtigsten frühen fotografischen Negativ-Verfahren gehören:
- Fotogenische Zeichnung, zwischen 1834 und 1839, William Henry Fox Talbot
- Kalotypie (auch: Talbotypie; 1841), William Henry Fox Talbot
- Fotografie (1839), Namensgebung für Talbots Verfahren etwa gleichzeitig durch John F. W. Herschel und Johann Heinrich Mädler
- Steinheil-Verfahren (1839), Carl August von Steinheil
- Albumindruck (1848), Niepce de Saint-Victor
- Nasses Kollodiumverfahren (bzw. Kollodium-Nassplatte; 1850/51), Frederick Scott Archer und Gustave Le Gray
- Tannin-Verfahren (1861), Major Charles Russel
- Gelatine-Trockenplatte (1871), Richard Leach Maddox